# 司马睦
司馬睦，字子友，河内郡温县（今河南省焦作市温县）人，晉朝宗室，曹魏中郎司馬進之子，譙剛王司馬遜之弟。

## 生平
司马睦在曹魏年間封安平亭侯，任侍御史。晋武帝司马炎接收禅让建立西晋后，于泰始元年十二月丁卯（266年2月9日）封司馬睦為中山王，食邑五千二百戶。
司马睦自己上表请求依照六蓼祭祀皋陶、鄫杞祭祀相的制度建立宗庙。晋武帝将此事交给太常按照礼典评议。博士祭酒刘憙等人议：“《礼记·王制》记载，诸侯设五庙，二昭二穆，加上太祖庙共五个。据此立始祖的庙，指的是嫡传系统的继承，一个人可以立。假如旁支兄弟都是诸侯，最初被封的国君不能立庙。如今司马睦不是正统，如果立祖庙，中山不能并列。后世的中山王才能为司马睦立庙，作为后世子孙的始祖。”诏书说：“礼制条文不明，这是关系到制度的大事，应该详细审定，可交付礼官广泛议论，再处理此事。”
泰始三年（267年），司隶校尉李憙揭发司马睦与前任立进县令刘友、前尚书山涛、尚书仆射武陔等都有霸占官府稻田的行为，请求免去司马睦等人的官职。晋武帝下诏谴责并处死刘友，但没有追究司马睦等人的罪责。
咸寧三年（277年）七月，司馬睦募徙其國內的七百餘戶的罪犯，被冀州刺史杜友上報，司馬炎據有司奏，降封司馬睦為丹水縣侯。
晉滅吳之戰後的六月，司馬炎下诏恢复司马睦的爵位，有司奏將司馬睦封江陽王，司馬炎則以司馬睦自省和江陽郡太遠為由，封司馬睦為高陽郡王。元康元年（291年），司馬睦任宗正，卒於任內。

## 家庭

### 子女
- 司馬彪，由於早年薄行，司馬睦將其出繼給叔叔司馬敏，廢其繼承權。[8]
- 司馬蔚，世子，早卒[9]

### 孙
- 司马毅，司马蔚之子，嗣高阳王

### 后嗣
- 司马文深，谯敬王司马恬之孙
- 司马法莲，高密王司马纯之之子[10]

## 延伸阅读
[在维基数据编辑]
 《晉書·卷037》，出自房玄齡《晉書》